# Chengannur
Chengannur (malabar: ചെങ്ങന്നൂർ) es una ciudad del estado indio de Kerala perteneciente al distrito de Alappuzha.
En 2011, el municipio que formaba la ciudad tenía una población de 23 456 habitantes, siendo sede de un taluk con una población total de 197 419 habitantes. Las principales localidades del taluk, junto con la ciudad de Chengannur, son Kurattissery, Mannar, Ennakkad, Pandanad, Thiruvanvandoor, Mulakuzha, Ala, Puliyoor, Cheriyanad, Budhanoor y Venmony.
En malabar, el nombre de la localidad viene a significar "tierra de colinas rojas". Estuvo vinculada históricamente al reino de Travancore. La localidad es tradicionalmente conocida como la "puerta de Sabarimala", debido a la gran cantidad de peregrinos que acceden al templo desde Chengannur. Adoptó estatus de municipio en 1980.
Se ubica unos 30 km al sureste de la capital distrital Alappuzha, a orillas del río Pamba.

## Clima
| Parámetros climáticos promedio de Chengannur, Kerala | Parámetros climáticos promedio de Chengannur, Kerala | Parámetros climáticos promedio de Chengannur, Kerala | Parámetros climáticos promedio de Chengannur, Kerala | Parámetros climáticos promedio de Chengannur, Kerala | Parámetros climáticos promedio de Chengannur, Kerala | Parámetros climáticos promedio de Chengannur, Kerala | Parámetros climáticos promedio de Chengannur, Kerala | Parámetros climáticos promedio de Chengannur, Kerala | Parámetros climáticos promedio de Chengannur, Kerala | Parámetros climáticos promedio de Chengannur, Kerala | Parámetros climáticos promedio de Chengannur, Kerala | Parámetros climáticos promedio de Chengannur, Kerala | Parámetros climáticos promedio de Chengannur, Kerala |
| Mes                                                  | Ene.                                                 | Feb.                                                 | Mar.                                                 | Abr.                                                 | May.                                                 | Jun.                                                 | Jul.                                                 | Ago.                                                 | Sep.                                                 | Oct.                                                 | Nov.                                                 | Dic.                                                 | Anual                                                |
| ---------------------------------------------------- | ---------------------------------------------------- | ---------------------------------------------------- | ---------------------------------------------------- | ---------------------------------------------------- | ---------------------------------------------------- | ---------------------------------------------------- | ---------------------------------------------------- | ---------------------------------------------------- | ---------------------------------------------------- | ---------------------------------------------------- | ---------------------------------------------------- | ---------------------------------------------------- | ---------------------------------------------------- |
| Temp. máx. media (°C)                                | 31.2                                                 | 31.7                                                 | 32.6                                                 | 32.7                                                 | 32.1                                                 | 29.9                                                 | 29.4                                                 | 29.4                                                 | 29.9                                                 | 30                                                   | 30                                                   | 30.7                                                 | 30.8                                                 |
| Temp. media (°C)                                     | 26.8                                                 | 27.5                                                 | 28.6                                                 | 29.1                                                 | 28.7                                                 | 26.9                                                 | 26.5                                                 | 26.5                                                 | 26.9                                                 | 26.9                                                 | 26.7                                                 | 26.7                                                 | 27.3                                                 |
| Temp. mín. media (°C)                                | 22.5                                                 | 23.4                                                 | 24.7                                                 | 25.5                                                 | 25.4                                                 | 24                                                   | 23.6                                                 | 23.7                                                 | 23.9                                                 | 23.9                                                 | 23.5                                                 | 22.7                                                 | 23.9                                                 |
| Precipitación total (mm)                             | 21                                                   | 34                                                   | 59                                                   | 156                                                  | 308                                                  | 574                                                  | 522                                                  | 358                                                  | 278                                                  | 329                                                  | 211                                                  | 54                                                   | 2904                                                 |
| Fuente: Climate-Data.org (altitude: 13m)             |                                                      |                                                      |                                                      |                                                      |                                                      |                                                      |                                                      |                                                      |                                                      |                                                      |                                                      |                                                      |                                                      |